# Luceia (gens)
Luceia (em latim: Lucceia, pl. Lucceii), ocasionalmente também escrito como Lúcia (Luccia), foi uma família plebeia em Roma, que existiu durante o último século da República e sob o início do Império.

## Origem
Os Luceios podem ter sido de origem osca, já que a terminação -eius ocorre frequentemente em nomes de derivação osca, muitas vezes ao lado de -ius como uma grafia alternativa, já que Luceio ocorre ao lado de Lúcio. O nome parece referir-se a um lucano, o que seria consistente com tal origem.

## Membros
- Luceio, um general romano durante a Guerra Social. Juntamente com o pretor Caio Coscônio, ele derrotou os samnitas em 89 a.C. [2]
- Quinto Luceio, habitante de Régio, foi uma das testemunhas contra Verres. [3]
- Luceio, M. f., correspondente de Cícero, que deve ser distinguido de Lúcio Luceio, o historiador. Ele era um fervoroso defensor dos optimates. [4] [5]
- Lúcio Luceio Q. f., o historiador, era amigo e vizinho de Cícero. Ascônio o descreve como um orador, que acusou Catilina após sua tentativa frustrada de obter o consulado em 63 a.C. Três anos depois, Luceio e César fizeram campanha juntos para o consulado, mas o partido aristocrático impediu a eleição de Luceio. Durante a Guerra Civil, foi um conselheiro próximo de Pompeu, mas foi perdoado por César e regressou a Roma, onde provavelmente morreu no final de 45 a.C.. [6] [7] [8] [9]
- Caio Luceio C. f. Hirrio,  tribuno da plebe[i] em 53 a.C., propôs precipitadamente que Pompeu fosse nomeado ditador. Ele foi derrotado por Cícero para a posição augúrio em 52 a.C., e por Marco Célio para a posição de edil em 51 a.C., mas Cícero depois tentou uma reconciliação. Foi oficial de Pompeu durante a Guerra Civil, mas foi abandonado por suas tropas, e preso pelo rei parta Orodes. Ele foi perdoado por César após a Batalha de Farsália. [ii] [11] [12] [13] [14]
- Cneu Luceio, amigo de Décimo Júnio Bruto Albino, mencionado por Cícero em 44 a.C.[15]
- Públio Luceio, amigo de Cícero, que o recomendou a Quintus Cornificius em 43 AC. [16]
- Luceio Albino, procurador da Judéia de 62 a 64 d.C., e governador da Mauritânia de 64 a 69d.C.. Apoiador de Marco Salvio Otão, um dos pretendentes rivais do império no Ano dos Quatro Imperadores, Luceio e sua esposa foram assassinados logo após a queda de Otão.[17][18]